# Ярош, Леонид Владимирович
Леони́д Влади́мирович Я́рош — советский, российский шахматный композитор.

## Биография
Родился 22 июня 1957 года в селе Горица Менского района Черниговской области Украины.

2004 год - Встреча с лидерами Станислав Галиакберов, Президент РТ Минтимер Шаймиев, Леонид Ярош, вице-премьер России Александр Жуков, депутат Госдумы РФ Олег Морозов

Закончил Казанский государственный институт культуры.
Первый директор Казанского Дворца шахмат и шашек им. Р. Г. Нежметдинова.
Ученик Валерия Николаевича Карпова и Станислава Кабировича Галиакберова.

## Достижения в шахматной композиции
В 1983 году первым в мире составил легальную задачу на одну из самых трудных тем для ортодоксальной композиции — так называемый «таск Бабсона» — остававшуюся непокорённой в течение 100 лет. Позже составил ещё ряд композиций на эту тему. Опубликованная в том же 1983 году задача признана одной из самых лучших в мировой шахматной композиции.
|   | a | b | c | d | e | f | g | h |   |
| - | --- | --- | --- | --- | --- | --- | --- | --- | - |
| 8 | a8 белый слон · b8 чёрный ферзь · d8 белый слон · f8 белый король · d7 белая пешка · e7 чёрная пешка · f7 белый конь · a6 белая пешка · e6 белая пешка · f6 чёрная пешка · a5 белая пешка · c5 чёрная пешка · f5 белая пешка · c4 белая пешка · d4 чёрный король · f4 чёрный слон · h4 белая ладья · b3 чёрная пешка · a2 чёрная пешка · b2 белый конь · d2 белая пешка · f2 белая пешка · a1 белый ферзь · b1 белая ладья | a8 белый слон · b8 чёрный ферзь · d8 белый слон · f8 белый король · d7 белая пешка · e7 чёрная пешка · f7 белый конь · a6 белая пешка · e6 белая пешка · f6 чёрная пешка · a5 белая пешка · c5 чёрная пешка · f5 белая пешка · c4 белая пешка · d4 чёрный король · f4 чёрный слон · h4 белая ладья · b3 чёрная пешка · a2 чёрная пешка · b2 белый конь · d2 белая пешка · f2 белая пешка · a1 белый ферзь · b1 белая ладья | a8 белый слон · b8 чёрный ферзь · d8 белый слон · f8 белый король · d7 белая пешка · e7 чёрная пешка · f7 белый конь · a6 белая пешка · e6 белая пешка · f6 чёрная пешка · a5 белая пешка · c5 чёрная пешка · f5 белая пешка · c4 белая пешка · d4 чёрный король · f4 чёрный слон · h4 белая ладья · b3 чёрная пешка · a2 чёрная пешка · b2 белый конь · d2 белая пешка · f2 белая пешка · a1 белый ферзь · b1 белая ладья | a8 белый слон · b8 чёрный ферзь · d8 белый слон · f8 белый король · d7 белая пешка · e7 чёрная пешка · f7 белый конь · a6 белая пешка · e6 белая пешка · f6 чёрная пешка · a5 белая пешка · c5 чёрная пешка · f5 белая пешка · c4 белая пешка · d4 чёрный король · f4 чёрный слон · h4 белая ладья · b3 чёрная пешка · a2 чёрная пешка · b2 белый конь · d2 белая пешка · f2 белая пешка · a1 белый ферзь · b1 белая ладья | a8 белый слон · b8 чёрный ферзь · d8 белый слон · f8 белый король · d7 белая пешка · e7 чёрная пешка · f7 белый конь · a6 белая пешка · e6 белая пешка · f6 чёрная пешка · a5 белая пешка · c5 чёрная пешка · f5 белая пешка · c4 белая пешка · d4 чёрный король · f4 чёрный слон · h4 белая ладья · b3 чёрная пешка · a2 чёрная пешка · b2 белый конь · d2 белая пешка · f2 белая пешка · a1 белый ферзь · b1 белая ладья | a8 белый слон · b8 чёрный ферзь · d8 белый слон · f8 белый король · d7 белая пешка · e7 чёрная пешка · f7 белый конь · a6 белая пешка · e6 белая пешка · f6 чёрная пешка · a5 белая пешка · c5 чёрная пешка · f5 белая пешка · c4 белая пешка · d4 чёрный король · f4 чёрный слон · h4 белая ладья · b3 чёрная пешка · a2 чёрная пешка · b2 белый конь · d2 белая пешка · f2 белая пешка · a1 белый ферзь · b1 белая ладья | a8 белый слон · b8 чёрный ферзь · d8 белый слон · f8 белый король · d7 белая пешка · e7 чёрная пешка · f7 белый конь · a6 белая пешка · e6 белая пешка · f6 чёрная пешка · a5 белая пешка · c5 чёрная пешка · f5 белая пешка · c4 белая пешка · d4 чёрный король · f4 чёрный слон · h4 белая ладья · b3 чёрная пешка · a2 чёрная пешка · b2 белый конь · d2 белая пешка · f2 белая пешка · a1 белый ферзь · b1 белая ладья | a8 белый слон · b8 чёрный ферзь · d8 белый слон · f8 белый король · d7 белая пешка · e7 чёрная пешка · f7 белый конь · a6 белая пешка · e6 белая пешка · f6 чёрная пешка · a5 белая пешка · c5 чёрная пешка · f5 белая пешка · c4 белая пешка · d4 чёрный король · f4 чёрный слон · h4 белая ладья · b3 чёрная пешка · a2 чёрная пешка · b2 белый конь · d2 белая пешка · f2 белая пешка · a1 белый ферзь · b1 белая ладья | 8 |
| 7 | a8 белый слон · b8 чёрный ферзь · d8 белый слон · f8 белый король · d7 белая пешка · e7 чёрная пешка · f7 белый конь · a6 белая пешка · e6 белая пешка · f6 чёрная пешка · a5 белая пешка · c5 чёрная пешка · f5 белая пешка · c4 белая пешка · d4 чёрный король · f4 чёрный слон · h4 белая ладья · b3 чёрная пешка · a2 чёрная пешка · b2 белый конь · d2 белая пешка · f2 белая пешка · a1 белый ферзь · b1 белая ладья | a8 белый слон · b8 чёрный ферзь · d8 белый слон · f8 белый король · d7 белая пешка · e7 чёрная пешка · f7 белый конь · a6 белая пешка · e6 белая пешка · f6 чёрная пешка · a5 белая пешка · c5 чёрная пешка · f5 белая пешка · c4 белая пешка · d4 чёрный король · f4 чёрный слон · h4 белая ладья · b3 чёрная пешка · a2 чёрная пешка · b2 белый конь · d2 белая пешка · f2 белая пешка · a1 белый ферзь · b1 белая ладья | a8 белый слон · b8 чёрный ферзь · d8 белый слон · f8 белый король · d7 белая пешка · e7 чёрная пешка · f7 белый конь · a6 белая пешка · e6 белая пешка · f6 чёрная пешка · a5 белая пешка · c5 чёрная пешка · f5 белая пешка · c4 белая пешка · d4 чёрный король · f4 чёрный слон · h4 белая ладья · b3 чёрная пешка · a2 чёрная пешка · b2 белый конь · d2 белая пешка · f2 белая пешка · a1 белый ферзь · b1 белая ладья | a8 белый слон · b8 чёрный ферзь · d8 белый слон · f8 белый король · d7 белая пешка · e7 чёрная пешка · f7 белый конь · a6 белая пешка · e6 белая пешка · f6 чёрная пешка · a5 белая пешка · c5 чёрная пешка · f5 белая пешка · c4 белая пешка · d4 чёрный король · f4 чёрный слон · h4 белая ладья · b3 чёрная пешка · a2 чёрная пешка · b2 белый конь · d2 белая пешка · f2 белая пешка · a1 белый ферзь · b1 белая ладья | a8 белый слон · b8 чёрный ферзь · d8 белый слон · f8 белый король · d7 белая пешка · e7 чёрная пешка · f7 белый конь · a6 белая пешка · e6 белая пешка · f6 чёрная пешка · a5 белая пешка · c5 чёрная пешка · f5 белая пешка · c4 белая пешка · d4 чёрный король · f4 чёрный слон · h4 белая ладья · b3 чёрная пешка · a2 чёрная пешка · b2 белый конь · d2 белая пешка · f2 белая пешка · a1 белый ферзь · b1 белая ладья | a8 белый слон · b8 чёрный ферзь · d8 белый слон · f8 белый король · d7 белая пешка · e7 чёрная пешка · f7 белый конь · a6 белая пешка · e6 белая пешка · f6 чёрная пешка · a5 белая пешка · c5 чёрная пешка · f5 белая пешка · c4 белая пешка · d4 чёрный король · f4 чёрный слон · h4 белая ладья · b3 чёрная пешка · a2 чёрная пешка · b2 белый конь · d2 белая пешка · f2 белая пешка · a1 белый ферзь · b1 белая ладья | a8 белый слон · b8 чёрный ферзь · d8 белый слон · f8 белый король · d7 белая пешка · e7 чёрная пешка · f7 белый конь · a6 белая пешка · e6 белая пешка · f6 чёрная пешка · a5 белая пешка · c5 чёрная пешка · f5 белая пешка · c4 белая пешка · d4 чёрный король · f4 чёрный слон · h4 белая ладья · b3 чёрная пешка · a2 чёрная пешка · b2 белый конь · d2 белая пешка · f2 белая пешка · a1 белый ферзь · b1 белая ладья | a8 белый слон · b8 чёрный ферзь · d8 белый слон · f8 белый король · d7 белая пешка · e7 чёрная пешка · f7 белый конь · a6 белая пешка · e6 белая пешка · f6 чёрная пешка · a5 белая пешка · c5 чёрная пешка · f5 белая пешка · c4 белая пешка · d4 чёрный король · f4 чёрный слон · h4 белая ладья · b3 чёрная пешка · a2 чёрная пешка · b2 белый конь · d2 белая пешка · f2 белая пешка · a1 белый ферзь · b1 белая ладья | 7 |
| 6 | a8 белый слон · b8 чёрный ферзь · d8 белый слон · f8 белый король · d7 белая пешка · e7 чёрная пешка · f7 белый конь · a6 белая пешка · e6 белая пешка · f6 чёрная пешка · a5 белая пешка · c5 чёрная пешка · f5 белая пешка · c4 белая пешка · d4 чёрный король · f4 чёрный слон · h4 белая ладья · b3 чёрная пешка · a2 чёрная пешка · b2 белый конь · d2 белая пешка · f2 белая пешка · a1 белый ферзь · b1 белая ладья | a8 белый слон · b8 чёрный ферзь · d8 белый слон · f8 белый король · d7 белая пешка · e7 чёрная пешка · f7 белый конь · a6 белая пешка · e6 белая пешка · f6 чёрная пешка · a5 белая пешка · c5 чёрная пешка · f5 белая пешка · c4 белая пешка · d4 чёрный король · f4 чёрный слон · h4 белая ладья · b3 чёрная пешка · a2 чёрная пешка · b2 белый конь · d2 белая пешка · f2 белая пешка · a1 белый ферзь · b1 белая ладья | a8 белый слон · b8 чёрный ферзь · d8 белый слон · f8 белый король · d7 белая пешка · e7 чёрная пешка · f7 белый конь · a6 белая пешка · e6 белая пешка · f6 чёрная пешка · a5 белая пешка · c5 чёрная пешка · f5 белая пешка · c4 белая пешка · d4 чёрный король · f4 чёрный слон · h4 белая ладья · b3 чёрная пешка · a2 чёрная пешка · b2 белый конь · d2 белая пешка · f2 белая пешка · a1 белый ферзь · b1 белая ладья | a8 белый слон · b8 чёрный ферзь · d8 белый слон · f8 белый король · d7 белая пешка · e7 чёрная пешка · f7 белый конь · a6 белая пешка · e6 белая пешка · f6 чёрная пешка · a5 белая пешка · c5 чёрная пешка · f5 белая пешка · c4 белая пешка · d4 чёрный король · f4 чёрный слон · h4 белая ладья · b3 чёрная пешка · a2 чёрная пешка · b2 белый конь · d2 белая пешка · f2 белая пешка · a1 белый ферзь · b1 белая ладья | a8 белый слон · b8 чёрный ферзь · d8 белый слон · f8 белый король · d7 белая пешка · e7 чёрная пешка · f7 белый конь · a6 белая пешка · e6 белая пешка · f6 чёрная пешка · a5 белая пешка · c5 чёрная пешка · f5 белая пешка · c4 белая пешка · d4 чёрный король · f4 чёрный слон · h4 белая ладья · b3 чёрная пешка · a2 чёрная пешка · b2 белый конь · d2 белая пешка · f2 белая пешка · a1 белый ферзь · b1 белая ладья | a8 белый слон · b8 чёрный ферзь · d8 белый слон · f8 белый король · d7 белая пешка · e7 чёрная пешка · f7 белый конь · a6 белая пешка · e6 белая пешка · f6 чёрная пешка · a5 белая пешка · c5 чёрная пешка · f5 белая пешка · c4 белая пешка · d4 чёрный король · f4 чёрный слон · h4 белая ладья · b3 чёрная пешка · a2 чёрная пешка · b2 белый конь · d2 белая пешка · f2 белая пешка · a1 белый ферзь · b1 белая ладья | a8 белый слон · b8 чёрный ферзь · d8 белый слон · f8 белый король · d7 белая пешка · e7 чёрная пешка · f7 белый конь · a6 белая пешка · e6 белая пешка · f6 чёрная пешка · a5 белая пешка · c5 чёрная пешка · f5 белая пешка · c4 белая пешка · d4 чёрный король · f4 чёрный слон · h4 белая ладья · b3 чёрная пешка · a2 чёрная пешка · b2 белый конь · d2 белая пешка · f2 белая пешка · a1 белый ферзь · b1 белая ладья | a8 белый слон · b8 чёрный ферзь · d8 белый слон · f8 белый король · d7 белая пешка · e7 чёрная пешка · f7 белый конь · a6 белая пешка · e6 белая пешка · f6 чёрная пешка · a5 белая пешка · c5 чёрная пешка · f5 белая пешка · c4 белая пешка · d4 чёрный король · f4 чёрный слон · h4 белая ладья · b3 чёрная пешка · a2 чёрная пешка · b2 белый конь · d2 белая пешка · f2 белая пешка · a1 белый ферзь · b1 белая ладья | 6 |
| 5 | a8 белый слон · b8 чёрный ферзь · d8 белый слон · f8 белый король · d7 белая пешка · e7 чёрная пешка · f7 белый конь · a6 белая пешка · e6 белая пешка · f6 чёрная пешка · a5 белая пешка · c5 чёрная пешка · f5 белая пешка · c4 белая пешка · d4 чёрный король · f4 чёрный слон · h4 белая ладья · b3 чёрная пешка · a2 чёрная пешка · b2 белый конь · d2 белая пешка · f2 белая пешка · a1 белый ферзь · b1 белая ладья | a8 белый слон · b8 чёрный ферзь · d8 белый слон · f8 белый король · d7 белая пешка · e7 чёрная пешка · f7 белый конь · a6 белая пешка · e6 белая пешка · f6 чёрная пешка · a5 белая пешка · c5 чёрная пешка · f5 белая пешка · c4 белая пешка · d4 чёрный король · f4 чёрный слон · h4 белая ладья · b3 чёрная пешка · a2 чёрная пешка · b2 белый конь · d2 белая пешка · f2 белая пешка · a1 белый ферзь · b1 белая ладья | a8 белый слон · b8 чёрный ферзь · d8 белый слон · f8 белый король · d7 белая пешка · e7 чёрная пешка · f7 белый конь · a6 белая пешка · e6 белая пешка · f6 чёрная пешка · a5 белая пешка · c5 чёрная пешка · f5 белая пешка · c4 белая пешка · d4 чёрный король · f4 чёрный слон · h4 белая ладья · b3 чёрная пешка · a2 чёрная пешка · b2 белый конь · d2 белая пешка · f2 белая пешка · a1 белый ферзь · b1 белая ладья | a8 белый слон · b8 чёрный ферзь · d8 белый слон · f8 белый король · d7 белая пешка · e7 чёрная пешка · f7 белый конь · a6 белая пешка · e6 белая пешка · f6 чёрная пешка · a5 белая пешка · c5 чёрная пешка · f5 белая пешка · c4 белая пешка · d4 чёрный король · f4 чёрный слон · h4 белая ладья · b3 чёрная пешка · a2 чёрная пешка · b2 белый конь · d2 белая пешка · f2 белая пешка · a1 белый ферзь · b1 белая ладья | a8 белый слон · b8 чёрный ферзь · d8 белый слон · f8 белый король · d7 белая пешка · e7 чёрная пешка · f7 белый конь · a6 белая пешка · e6 белая пешка · f6 чёрная пешка · a5 белая пешка · c5 чёрная пешка · f5 белая пешка · c4 белая пешка · d4 чёрный король · f4 чёрный слон · h4 белая ладья · b3 чёрная пешка · a2 чёрная пешка · b2 белый конь · d2 белая пешка · f2 белая пешка · a1 белый ферзь · b1 белая ладья | a8 белый слон · b8 чёрный ферзь · d8 белый слон · f8 белый король · d7 белая пешка · e7 чёрная пешка · f7 белый конь · a6 белая пешка · e6 белая пешка · f6 чёрная пешка · a5 белая пешка · c5 чёрная пешка · f5 белая пешка · c4 белая пешка · d4 чёрный король · f4 чёрный слон · h4 белая ладья · b3 чёрная пешка · a2 чёрная пешка · b2 белый конь · d2 белая пешка · f2 белая пешка · a1 белый ферзь · b1 белая ладья | a8 белый слон · b8 чёрный ферзь · d8 белый слон · f8 белый король · d7 белая пешка · e7 чёрная пешка · f7 белый конь · a6 белая пешка · e6 белая пешка · f6 чёрная пешка · a5 белая пешка · c5 чёрная пешка · f5 белая пешка · c4 белая пешка · d4 чёрный король · f4 чёрный слон · h4 белая ладья · b3 чёрная пешка · a2 чёрная пешка · b2 белый конь · d2 белая пешка · f2 белая пешка · a1 белый ферзь · b1 белая ладья | a8 белый слон · b8 чёрный ферзь · d8 белый слон · f8 белый король · d7 белая пешка · e7 чёрная пешка · f7 белый конь · a6 белая пешка · e6 белая пешка · f6 чёрная пешка · a5 белая пешка · c5 чёрная пешка · f5 белая пешка · c4 белая пешка · d4 чёрный король · f4 чёрный слон · h4 белая ладья · b3 чёрная пешка · a2 чёрная пешка · b2 белый конь · d2 белая пешка · f2 белая пешка · a1 белый ферзь · b1 белая ладья | 5 |
| 4 | a8 белый слон · b8 чёрный ферзь · d8 белый слон · f8 белый король · d7 белая пешка · e7 чёрная пешка · f7 белый конь · a6 белая пешка · e6 белая пешка · f6 чёрная пешка · a5 белая пешка · c5 чёрная пешка · f5 белая пешка · c4 белая пешка · d4 чёрный король · f4 чёрный слон · h4 белая ладья · b3 чёрная пешка · a2 чёрная пешка · b2 белый конь · d2 белая пешка · f2 белая пешка · a1 белый ферзь · b1 белая ладья | a8 белый слон · b8 чёрный ферзь · d8 белый слон · f8 белый король · d7 белая пешка · e7 чёрная пешка · f7 белый конь · a6 белая пешка · e6 белая пешка · f6 чёрная пешка · a5 белая пешка · c5 чёрная пешка · f5 белая пешка · c4 белая пешка · d4 чёрный король · f4 чёрный слон · h4 белая ладья · b3 чёрная пешка · a2 чёрная пешка · b2 белый конь · d2 белая пешка · f2 белая пешка · a1 белый ферзь · b1 белая ладья | a8 белый слон · b8 чёрный ферзь · d8 белый слон · f8 белый король · d7 белая пешка · e7 чёрная пешка · f7 белый конь · a6 белая пешка · e6 белая пешка · f6 чёрная пешка · a5 белая пешка · c5 чёрная пешка · f5 белая пешка · c4 белая пешка · d4 чёрный король · f4 чёрный слон · h4 белая ладья · b3 чёрная пешка · a2 чёрная пешка · b2 белый конь · d2 белая пешка · f2 белая пешка · a1 белый ферзь · b1 белая ладья | a8 белый слон · b8 чёрный ферзь · d8 белый слон · f8 белый король · d7 белая пешка · e7 чёрная пешка · f7 белый конь · a6 белая пешка · e6 белая пешка · f6 чёрная пешка · a5 белая пешка · c5 чёрная пешка · f5 белая пешка · c4 белая пешка · d4 чёрный король · f4 чёрный слон · h4 белая ладья · b3 чёрная пешка · a2 чёрная пешка · b2 белый конь · d2 белая пешка · f2 белая пешка · a1 белый ферзь · b1 белая ладья | a8 белый слон · b8 чёрный ферзь · d8 белый слон · f8 белый король · d7 белая пешка · e7 чёрная пешка · f7 белый конь · a6 белая пешка · e6 белая пешка · f6 чёрная пешка · a5 белая пешка · c5 чёрная пешка · f5 белая пешка · c4 белая пешка · d4 чёрный король · f4 чёрный слон · h4 белая ладья · b3 чёрная пешка · a2 чёрная пешка · b2 белый конь · d2 белая пешка · f2 белая пешка · a1 белый ферзь · b1 белая ладья | a8 белый слон · b8 чёрный ферзь · d8 белый слон · f8 белый король · d7 белая пешка · e7 чёрная пешка · f7 белый конь · a6 белая пешка · e6 белая пешка · f6 чёрная пешка · a5 белая пешка · c5 чёрная пешка · f5 белая пешка · c4 белая пешка · d4 чёрный король · f4 чёрный слон · h4 белая ладья · b3 чёрная пешка · a2 чёрная пешка · b2 белый конь · d2 белая пешка · f2 белая пешка · a1 белый ферзь · b1 белая ладья | a8 белый слон · b8 чёрный ферзь · d8 белый слон · f8 белый король · d7 белая пешка · e7 чёрная пешка · f7 белый конь · a6 белая пешка · e6 белая пешка · f6 чёрная пешка · a5 белая пешка · c5 чёрная пешка · f5 белая пешка · c4 белая пешка · d4 чёрный король · f4 чёрный слон · h4 белая ладья · b3 чёрная пешка · a2 чёрная пешка · b2 белый конь · d2 белая пешка · f2 белая пешка · a1 белый ферзь · b1 белая ладья | a8 белый слон · b8 чёрный ферзь · d8 белый слон · f8 белый король · d7 белая пешка · e7 чёрная пешка · f7 белый конь · a6 белая пешка · e6 белая пешка · f6 чёрная пешка · a5 белая пешка · c5 чёрная пешка · f5 белая пешка · c4 белая пешка · d4 чёрный король · f4 чёрный слон · h4 белая ладья · b3 чёрная пешка · a2 чёрная пешка · b2 белый конь · d2 белая пешка · f2 белая пешка · a1 белый ферзь · b1 белая ладья | 4 |
| 3 | a8 белый слон · b8 чёрный ферзь · d8 белый слон · f8 белый король · d7 белая пешка · e7 чёрная пешка · f7 белый конь · a6 белая пешка · e6 белая пешка · f6 чёрная пешка · a5 белая пешка · c5 чёрная пешка · f5 белая пешка · c4 белая пешка · d4 чёрный король · f4 чёрный слон · h4 белая ладья · b3 чёрная пешка · a2 чёрная пешка · b2 белый конь · d2 белая пешка · f2 белая пешка · a1 белый ферзь · b1 белая ладья | a8 белый слон · b8 чёрный ферзь · d8 белый слон · f8 белый король · d7 белая пешка · e7 чёрная пешка · f7 белый конь · a6 белая пешка · e6 белая пешка · f6 чёрная пешка · a5 белая пешка · c5 чёрная пешка · f5 белая пешка · c4 белая пешка · d4 чёрный король · f4 чёрный слон · h4 белая ладья · b3 чёрная пешка · a2 чёрная пешка · b2 белый конь · d2 белая пешка · f2 белая пешка · a1 белый ферзь · b1 белая ладья | a8 белый слон · b8 чёрный ферзь · d8 белый слон · f8 белый король · d7 белая пешка · e7 чёрная пешка · f7 белый конь · a6 белая пешка · e6 белая пешка · f6 чёрная пешка · a5 белая пешка · c5 чёрная пешка · f5 белая пешка · c4 белая пешка · d4 чёрный король · f4 чёрный слон · h4 белая ладья · b3 чёрная пешка · a2 чёрная пешка · b2 белый конь · d2 белая пешка · f2 белая пешка · a1 белый ферзь · b1 белая ладья | a8 белый слон · b8 чёрный ферзь · d8 белый слон · f8 белый король · d7 белая пешка · e7 чёрная пешка · f7 белый конь · a6 белая пешка · e6 белая пешка · f6 чёрная пешка · a5 белая пешка · c5 чёрная пешка · f5 белая пешка · c4 белая пешка · d4 чёрный король · f4 чёрный слон · h4 белая ладья · b3 чёрная пешка · a2 чёрная пешка · b2 белый конь · d2 белая пешка · f2 белая пешка · a1 белый ферзь · b1 белая ладья | a8 белый слон · b8 чёрный ферзь · d8 белый слон · f8 белый король · d7 белая пешка · e7 чёрная пешка · f7 белый конь · a6 белая пешка · e6 белая пешка · f6 чёрная пешка · a5 белая пешка · c5 чёрная пешка · f5 белая пешка · c4 белая пешка · d4 чёрный король · f4 чёрный слон · h4 белая ладья · b3 чёрная пешка · a2 чёрная пешка · b2 белый конь · d2 белая пешка · f2 белая пешка · a1 белый ферзь · b1 белая ладья | a8 белый слон · b8 чёрный ферзь · d8 белый слон · f8 белый король · d7 белая пешка · e7 чёрная пешка · f7 белый конь · a6 белая пешка · e6 белая пешка · f6 чёрная пешка · a5 белая пешка · c5 чёрная пешка · f5 белая пешка · c4 белая пешка · d4 чёрный король · f4 чёрный слон · h4 белая ладья · b3 чёрная пешка · a2 чёрная пешка · b2 белый конь · d2 белая пешка · f2 белая пешка · a1 белый ферзь · b1 белая ладья | a8 белый слон · b8 чёрный ферзь · d8 белый слон · f8 белый король · d7 белая пешка · e7 чёрная пешка · f7 белый конь · a6 белая пешка · e6 белая пешка · f6 чёрная пешка · a5 белая пешка · c5 чёрная пешка · f5 белая пешка · c4 белая пешка · d4 чёрный король · f4 чёрный слон · h4 белая ладья · b3 чёрная пешка · a2 чёрная пешка · b2 белый конь · d2 белая пешка · f2 белая пешка · a1 белый ферзь · b1 белая ладья | a8 белый слон · b8 чёрный ферзь · d8 белый слон · f8 белый король · d7 белая пешка · e7 чёрная пешка · f7 белый конь · a6 белая пешка · e6 белая пешка · f6 чёрная пешка · a5 белая пешка · c5 чёрная пешка · f5 белая пешка · c4 белая пешка · d4 чёрный король · f4 чёрный слон · h4 белая ладья · b3 чёрная пешка · a2 чёрная пешка · b2 белый конь · d2 белая пешка · f2 белая пешка · a1 белый ферзь · b1 белая ладья | 3 |
| 2 | a8 белый слон · b8 чёрный ферзь · d8 белый слон · f8 белый король · d7 белая пешка · e7 чёрная пешка · f7 белый конь · a6 белая пешка · e6 белая пешка · f6 чёрная пешка · a5 белая пешка · c5 чёрная пешка · f5 белая пешка · c4 белая пешка · d4 чёрный король · f4 чёрный слон · h4 белая ладья · b3 чёрная пешка · a2 чёрная пешка · b2 белый конь · d2 белая пешка · f2 белая пешка · a1 белый ферзь · b1 белая ладья | a8 белый слон · b8 чёрный ферзь · d8 белый слон · f8 белый король · d7 белая пешка · e7 чёрная пешка · f7 белый конь · a6 белая пешка · e6 белая пешка · f6 чёрная пешка · a5 белая пешка · c5 чёрная пешка · f5 белая пешка · c4 белая пешка · d4 чёрный король · f4 чёрный слон · h4 белая ладья · b3 чёрная пешка · a2 чёрная пешка · b2 белый конь · d2 белая пешка · f2 белая пешка · a1 белый ферзь · b1 белая ладья | a8 белый слон · b8 чёрный ферзь · d8 белый слон · f8 белый король · d7 белая пешка · e7 чёрная пешка · f7 белый конь · a6 белая пешка · e6 белая пешка · f6 чёрная пешка · a5 белая пешка · c5 чёрная пешка · f5 белая пешка · c4 белая пешка · d4 чёрный король · f4 чёрный слон · h4 белая ладья · b3 чёрная пешка · a2 чёрная пешка · b2 белый конь · d2 белая пешка · f2 белая пешка · a1 белый ферзь · b1 белая ладья | a8 белый слон · b8 чёрный ферзь · d8 белый слон · f8 белый король · d7 белая пешка · e7 чёрная пешка · f7 белый конь · a6 белая пешка · e6 белая пешка · f6 чёрная пешка · a5 белая пешка · c5 чёрная пешка · f5 белая пешка · c4 белая пешка · d4 чёрный король · f4 чёрный слон · h4 белая ладья · b3 чёрная пешка · a2 чёрная пешка · b2 белый конь · d2 белая пешка · f2 белая пешка · a1 белый ферзь · b1 белая ладья | a8 белый слон · b8 чёрный ферзь · d8 белый слон · f8 белый король · d7 белая пешка · e7 чёрная пешка · f7 белый конь · a6 белая пешка · e6 белая пешка · f6 чёрная пешка · a5 белая пешка · c5 чёрная пешка · f5 белая пешка · c4 белая пешка · d4 чёрный король · f4 чёрный слон · h4 белая ладья · b3 чёрная пешка · a2 чёрная пешка · b2 белый конь · d2 белая пешка · f2 белая пешка · a1 белый ферзь · b1 белая ладья | a8 белый слон · b8 чёрный ферзь · d8 белый слон · f8 белый король · d7 белая пешка · e7 чёрная пешка · f7 белый конь · a6 белая пешка · e6 белая пешка · f6 чёрная пешка · a5 белая пешка · c5 чёрная пешка · f5 белая пешка · c4 белая пешка · d4 чёрный король · f4 чёрный слон · h4 белая ладья · b3 чёрная пешка · a2 чёрная пешка · b2 белый конь · d2 белая пешка · f2 белая пешка · a1 белый ферзь · b1 белая ладья | a8 белый слон · b8 чёрный ферзь · d8 белый слон · f8 белый король · d7 белая пешка · e7 чёрная пешка · f7 белый конь · a6 белая пешка · e6 белая пешка · f6 чёрная пешка · a5 белая пешка · c5 чёрная пешка · f5 белая пешка · c4 белая пешка · d4 чёрный король · f4 чёрный слон · h4 белая ладья · b3 чёрная пешка · a2 чёрная пешка · b2 белый конь · d2 белая пешка · f2 белая пешка · a1 белый ферзь · b1 белая ладья | a8 белый слон · b8 чёрный ферзь · d8 белый слон · f8 белый король · d7 белая пешка · e7 чёрная пешка · f7 белый конь · a6 белая пешка · e6 белая пешка · f6 чёрная пешка · a5 белая пешка · c5 чёрная пешка · f5 белая пешка · c4 белая пешка · d4 чёрный король · f4 чёрный слон · h4 белая ладья · b3 чёрная пешка · a2 чёрная пешка · b2 белый конь · d2 белая пешка · f2 белая пешка · a1 белый ферзь · b1 белая ладья | 2 |
| 1 | a8 белый слон · b8 чёрный ферзь · d8 белый слон · f8 белый король · d7 белая пешка · e7 чёрная пешка · f7 белый конь · a6 белая пешка · e6 белая пешка · f6 чёрная пешка · a5 белая пешка · c5 чёрная пешка · f5 белая пешка · c4 белая пешка · d4 чёрный король · f4 чёрный слон · h4 белая ладья · b3 чёрная пешка · a2 чёрная пешка · b2 белый конь · d2 белая пешка · f2 белая пешка · a1 белый ферзь · b1 белая ладья | a8 белый слон · b8 чёрный ферзь · d8 белый слон · f8 белый король · d7 белая пешка · e7 чёрная пешка · f7 белый конь · a6 белая пешка · e6 белая пешка · f6 чёрная пешка · a5 белая пешка · c5 чёрная пешка · f5 белая пешка · c4 белая пешка · d4 чёрный король · f4 чёрный слон · h4 белая ладья · b3 чёрная пешка · a2 чёрная пешка · b2 белый конь · d2 белая пешка · f2 белая пешка · a1 белый ферзь · b1 белая ладья | a8 белый слон · b8 чёрный ферзь · d8 белый слон · f8 белый король · d7 белая пешка · e7 чёрная пешка · f7 белый конь · a6 белая пешка · e6 белая пешка · f6 чёрная пешка · a5 белая пешка · c5 чёрная пешка · f5 белая пешка · c4 белая пешка · d4 чёрный король · f4 чёрный слон · h4 белая ладья · b3 чёрная пешка · a2 чёрная пешка · b2 белый конь · d2 белая пешка · f2 белая пешка · a1 белый ферзь · b1 белая ладья | a8 белый слон · b8 чёрный ферзь · d8 белый слон · f8 белый король · d7 белая пешка · e7 чёрная пешка · f7 белый конь · a6 белая пешка · e6 белая пешка · f6 чёрная пешка · a5 белая пешка · c5 чёрная пешка · f5 белая пешка · c4 белая пешка · d4 чёрный король · f4 чёрный слон · h4 белая ладья · b3 чёрная пешка · a2 чёрная пешка · b2 белый конь · d2 белая пешка · f2 белая пешка · a1 белый ферзь · b1 белая ладья | a8 белый слон · b8 чёрный ферзь · d8 белый слон · f8 белый король · d7 белая пешка · e7 чёрная пешка · f7 белый конь · a6 белая пешка · e6 белая пешка · f6 чёрная пешка · a5 белая пешка · c5 чёрная пешка · f5 белая пешка · c4 белая пешка · d4 чёрный король · f4 чёрный слон · h4 белая ладья · b3 чёрная пешка · a2 чёрная пешка · b2 белый конь · d2 белая пешка · f2 белая пешка · a1 белый ферзь · b1 белая ладья | a8 белый слон · b8 чёрный ферзь · d8 белый слон · f8 белый король · d7 белая пешка · e7 чёрная пешка · f7 белый конь · a6 белая пешка · e6 белая пешка · f6 чёрная пешка · a5 белая пешка · c5 чёрная пешка · f5 белая пешка · c4 белая пешка · d4 чёрный король · f4 чёрный слон · h4 белая ладья · b3 чёрная пешка · a2 чёрная пешка · b2 белый конь · d2 белая пешка · f2 белая пешка · a1 белый ферзь · b1 белая ладья | a8 белый слон · b8 чёрный ферзь · d8 белый слон · f8 белый король · d7 белая пешка · e7 чёрная пешка · f7 белый конь · a6 белая пешка · e6 белая пешка · f6 чёрная пешка · a5 белая пешка · c5 чёрная пешка · f5 белая пешка · c4 белая пешка · d4 чёрный король · f4 чёрный слон · h4 белая ладья · b3 чёрная пешка · a2 чёрная пешка · b2 белый конь · d2 белая пешка · f2 белая пешка · a1 белый ферзь · b1 белая ладья | a8 белый слон · b8 чёрный ферзь · d8 белый слон · f8 белый король · d7 белая пешка · e7 чёрная пешка · f7 белый конь · a6 белая пешка · e6 белая пешка · f6 чёрная пешка · a5 белая пешка · c5 чёрная пешка · f5 белая пешка · c4 белая пешка · d4 чёрный король · f4 чёрный слон · h4 белая ладья · b3 чёрная пешка · a2 чёрная пешка · b2 белый конь · d2 белая пешка · f2 белая пешка · a1 белый ферзь · b1 белая ладья | 1 |
|   | a | b | c | d | e | f | g | h |   |

1.а7 и главные варианты:

1…abФ 2.abФ Ф:b2 3.Ф:b3 Ф:а1 4.Л:f4#, 

1…abЛ 2.abЛ Л:b2 3.Л:b3 Kр: c4 4.Фa4#, 

1…abС 2.abС Сe4 3.С:f4 С:a8 4.Сe3(e5)#, 

1…abК 2.abК К:d2 3.Фc1 Кe4 4.Кc6#.
Леонид Ярош составил 60 шахматных композиций, ряд работ включён в Альбом ФИДЕ.
Чемпион мира в составе сборной России (1992, 2004).
Бронзовый призёр V командного чемпионата мира (V WCCT) в составе сборной России (1993—1997).
Чемпион СССР (1992) и бронзовый призёр командного чемпионата СССР (1989) в составах сборной России.
В 8-м личном чемпионате РСФСР занял 4-е место. Участвовал в финале 17-го личного первенства СССР, в котором рекорду XX века было присуждено 1—2-е место. Вице-чемпион 9-го личного первенства РСФСР.
По решению спортивной общественности, средств массовой информации и спортивных структур входил в десятку лучших спортсменов Республики Татарстан.
Заслуженный мастер спорта Республики Татарстан.
Автор книги «Поле чудес — 64» (Казань, 2003).